# モンティチェロ

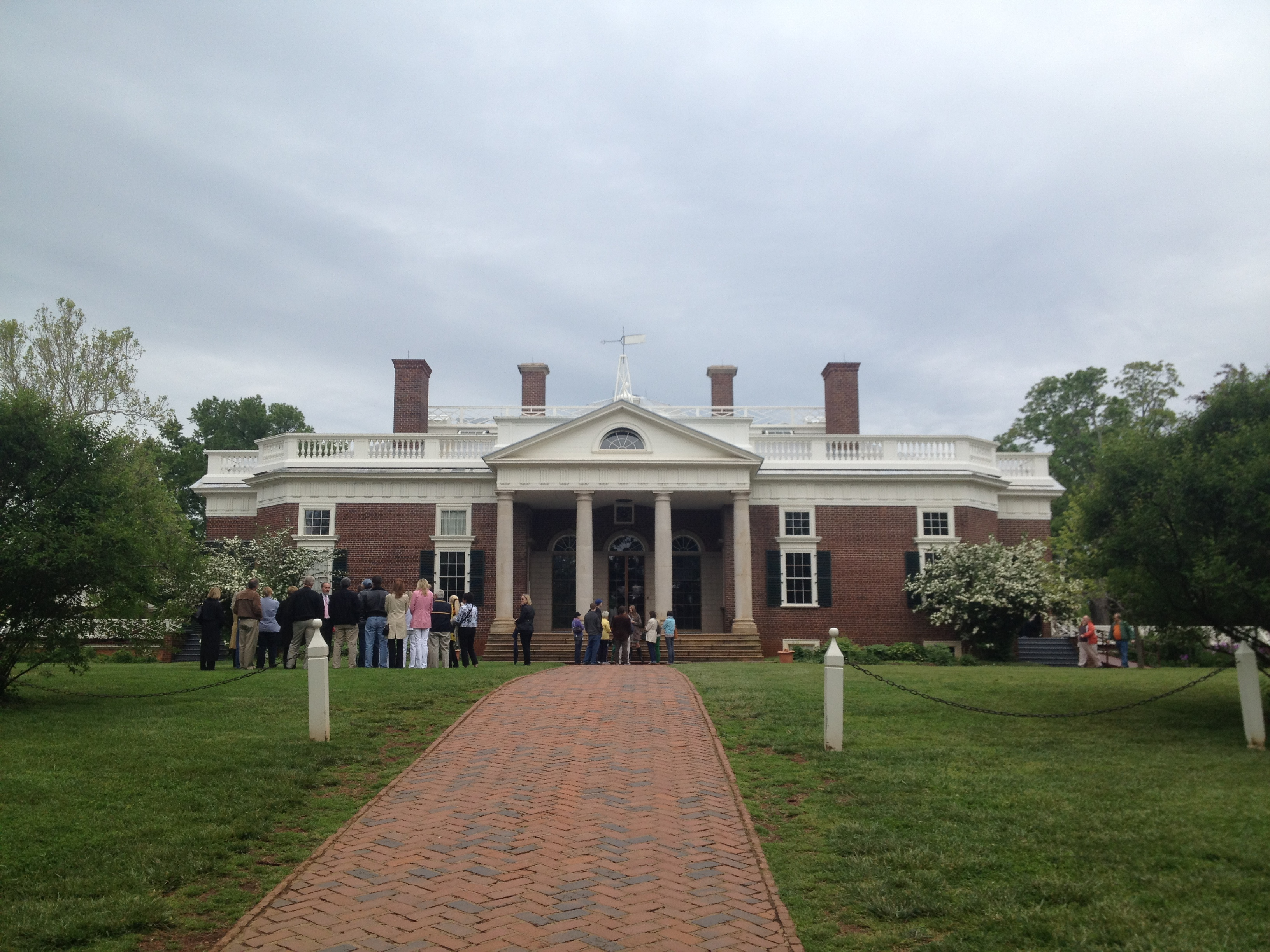
モンティチェロの邸宅正面

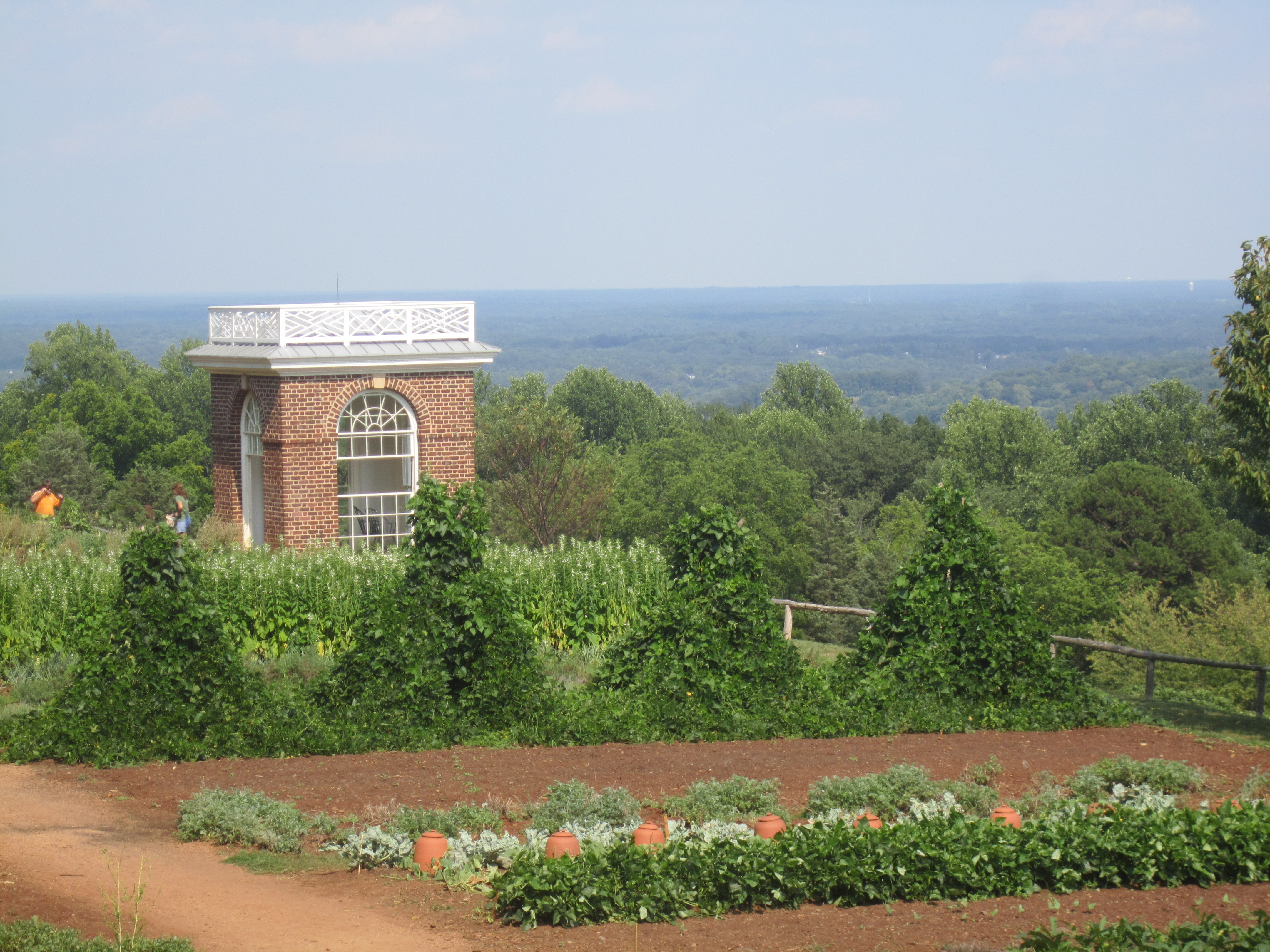
敷地内の菜園の一部

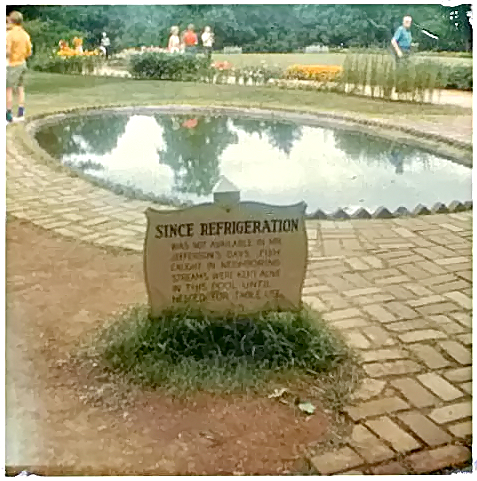
ジェファーソンが魚を飼っていた池

モンティチェロ（英語: Monticello）はアメリカ合衆国バージニア州シャーロッツビルに位置し、アメリカ独立宣言の起草委員およびアメリカ合衆国第3代大統領を務めた、トーマス・ジェファーソンの邸宅と歴史的なプランテーションがあった場所である。モンティセロ、モンティッチェロとも表記される。邸宅は主にジェファーソン独自のデザインによるものであり、1769年に建設が始まり、その後再設計・増築を経て、1809年に完成した。リヴァナ峡谷（Rivanna Gap）の南、サウスウエスト山脈の中で高さ850フィート (260 m) の峰の頂上に建てられている。モンティチェロ（Monticello）はイタリア語で「小さな山」を意味する。
1938年から2003年まで発行されたアメリカ合衆国5セント硬貨の裏面にはモンティチェロの西側前景が描かれており（2006年から5セント硬貨の裏面に再びデザインされることとなった）、更に1928年から1966年までに印刷されたアメリカ合衆国2ドル紙幣の裏面にも、このモンティチェロの絵が描かれている。
モンティチェロは1987年、国際連合教育科学文化機関（UNESCO）の世界遺産に登録された。

## 沿革

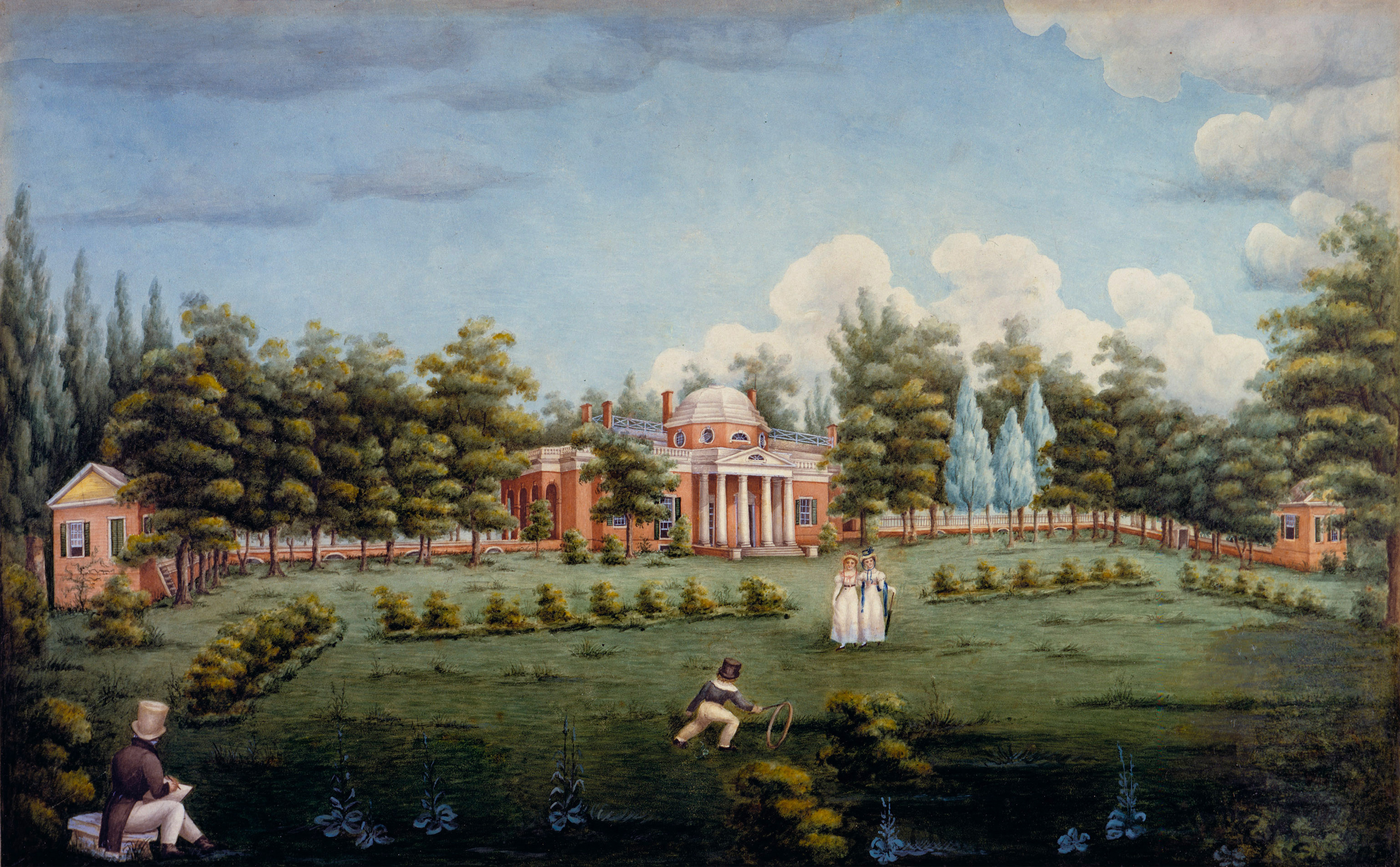
モンティチェロ、1825年。

モンティチェロの建設が始まったのは1768年のことで、1770年にジェファーソンは離れ家であるサウス・パビリオンへ移住した。建物のデザインの原型は、パラディオ式建築の伝統的様式に基づいたものであった。1784年にジェファーソンがヨーロッパへ長期外交のためモンティチェロを離れた際、柱廊式玄関（ポルティコ）と装飾的なその室内木工技術をのぞき、邸宅の初期のデザインは大部分が完成していた。しかしジェファーソンは帰宅後、モンティチェロをパラディオ式建築と海外で見て自身が敬服した遺跡とが、合体した特徴を持ち合わせた邸宅になるよう想像を膨らませた。そして1796年に新たなデザイン案を基にした更なる工事が開始され、ドーム部の完成と共に1809年、モンティチェロの建設は概ねの竣工へと至った。
1826年7月4日にジェファーソンが逝去した後、遺産となったモンティチェロは、彼の長女であったマーサ・ワシントン・ジェファーソンへと相続された。しかし1831年には財政難から、マーサはモンティチェロを地元の薬剤師であったジェームス・T・バークレーへ売却することとなった。その後バークレーは1834年、全生涯をアメリカ海軍将校として仕えた最初のユダヤ系アメリカ人であるユライア・P・リーヴィへとモンティチェロを売却した。リーヴィはジェファーソンを非常に尊敬していた人物である。南北戦争中、モンティチェロはアメリカ連合国政府により差し押さえられて売却されたが、戦争後ユライア・リーヴィの遺族がこれを違法として訴訟を起こした。
リーヴィの相続人による訴訟は、ユライア・リーヴィの甥でニューヨーク在住の弁護士、不動産業者、株投資家で議会議員でもあったジェファーソン・モンロー・リーヴィが、他の相続人達の権利を買い上げ財産を管理できるよう定められた1879年に和解した。その後ジェファーソン・リーヴィは叔父のユライア同様、訴訟がニューヨークとバージニアで進行している間にひどく状態の悪化したモンティチェロを、修復・修繕し保護に努めた。
1923年、民営で非営利組織であったトーマス・ジェファーソン財団が、ジェファーソン・リーヴィからモンティチェロを買収した。今日において、モンティチェロは博物館及び教育機関として管理されている。来訪者は地下貯蔵庫の各部屋と1階を見学することが出来るが、2階と3階については一般に公開されていない。
モンティチェロは、世界遺産に選定されたアメリカ合衆国で唯一の私人の住居である。また、1989年から1992年にかけ、アメリカ国立公園局歴史的建造物調査（HABS）の建築家の一団が、モンティチェロを正確に測量した製図の集積を入念に創り上げた。これら製図は現在、アメリカ議会図書館にて保管されている。この世界遺産登録にはモンティチェロと共に、ジェファーソンによるバージニア大学も含まれている。
ジェファーソンが他にデザインしたものには、バージニア州リンチバーグ近郊のポプラ・フォレスト（ポプラの森）と呼ばれる邸宅の他、リッチモンドにあるバージニア州議会議事堂がある。

## 装飾と設備

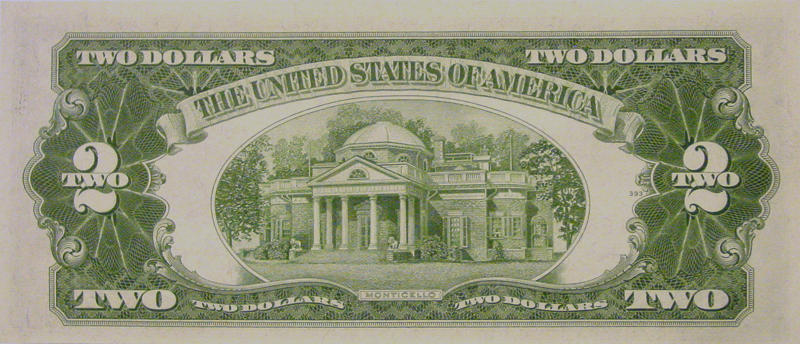
1953年発行のアメリカ合衆国2ドル紙幣裏側に描かれているモンティチェロ。

モンティチェロの内部装飾の多くは、ジェファーソン自身の考えや理想が反映されたものである。
メイン・エントランスは、東側前面に位置するポルティコへと通り抜ける。このポルティコの天井部は風向計とつながる目盛板があり、風の方向を示している。外部東向きの壁に面している大きな時計には、ジェファーソンが戸外の人夫にとって十分的確であると考えたため、短針しかとりつけられていない。エントランス・ホールにありジェファーソンがデザインした「グレート・クロック」が、時刻を表す時計である。このホールにはルイス・クラーク探検隊がその著名な探検の中で集めた記録の数々も収容している。また、ここにある床敷物は、ジェファーソンが室内にいても自身がまるで外にいるかのような感覚を求めたため、草色（グラスグリーン）で描かれている。
建物の南翼部分には、ジェファーソンの私的な個室がある。図書室には多くの書物が保管されている上、この場所はジェファーソンの3番目の図書の集積でもある。彼の最初の図書館は火事で消失、書物を移動するため議会へと寄付した2番目となる図書館は、イギリス人によって焼却された。この2番目の図書館はアメリカ議会図書館の中心部を成していた。また、著名で「（ジェファーソンの）暮らしぶりより大きい」ように見えるモンティチェロだが、家屋自体は実際には他の典型的な大邸宅よりも小さい。ジェファーソンは多くの家具が空間の無駄になると考慮し、ダイニングの食卓は食事の時間のみ組み立て、壁の一部を切り開いて収納スペースも兼ねた小部屋にベッドを建てるようにした。ジェファーソンのベッドは、保管庫（書斎）側と寝室（化粧室）の、2つの側から開くようになっている。
西側正面は非常に上品で均衡の取れたヴィラの印象を与える。北翼部分には暖炉と合体した移動式配膳台やキャスターと棚が取り付けられているテーブル、棚の付いた回転するドアがあるダイニングと、2つの来客用寝室が含まれている。

## 離れ家と大農園

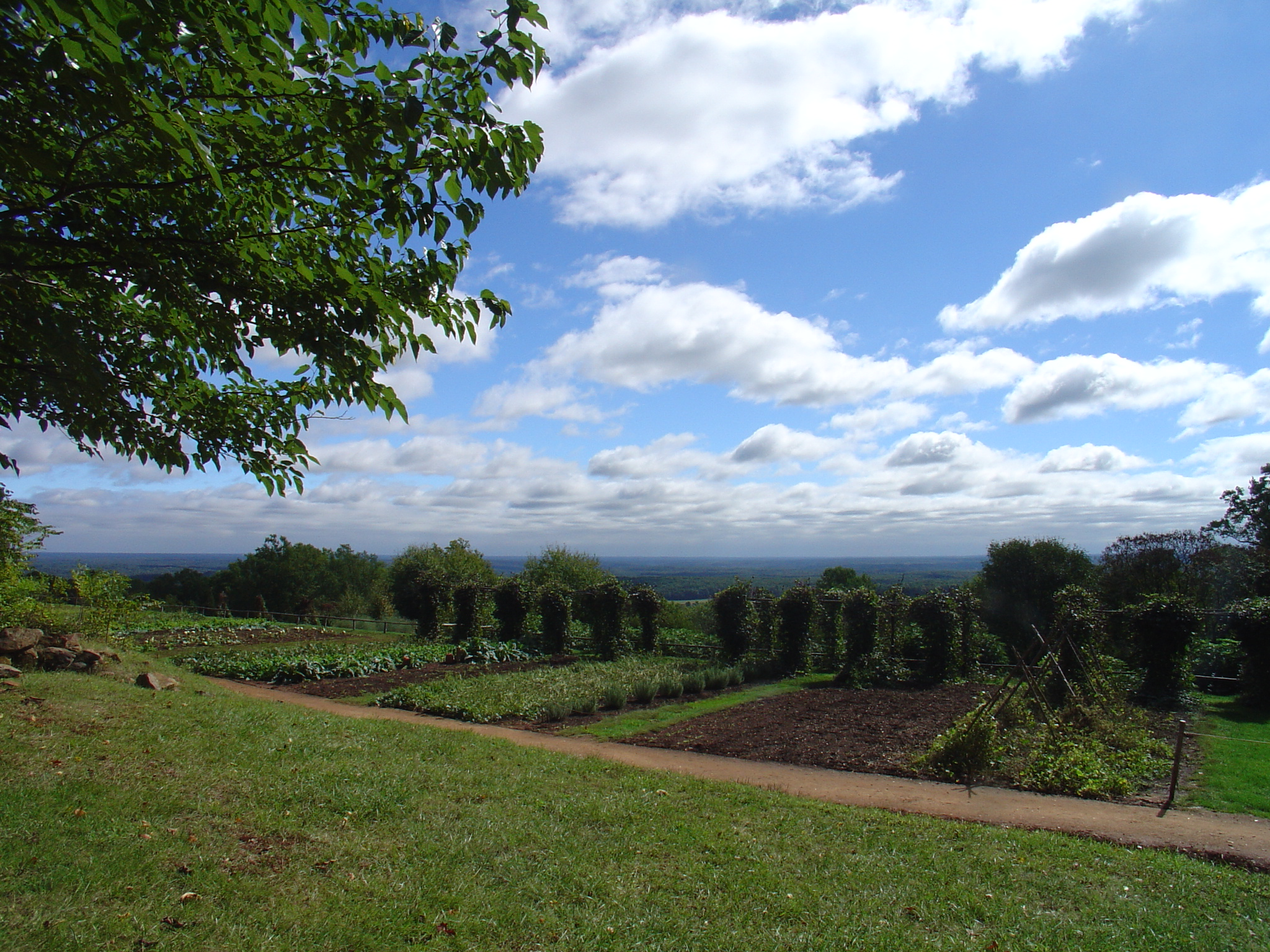
ジェファーソンの菜園

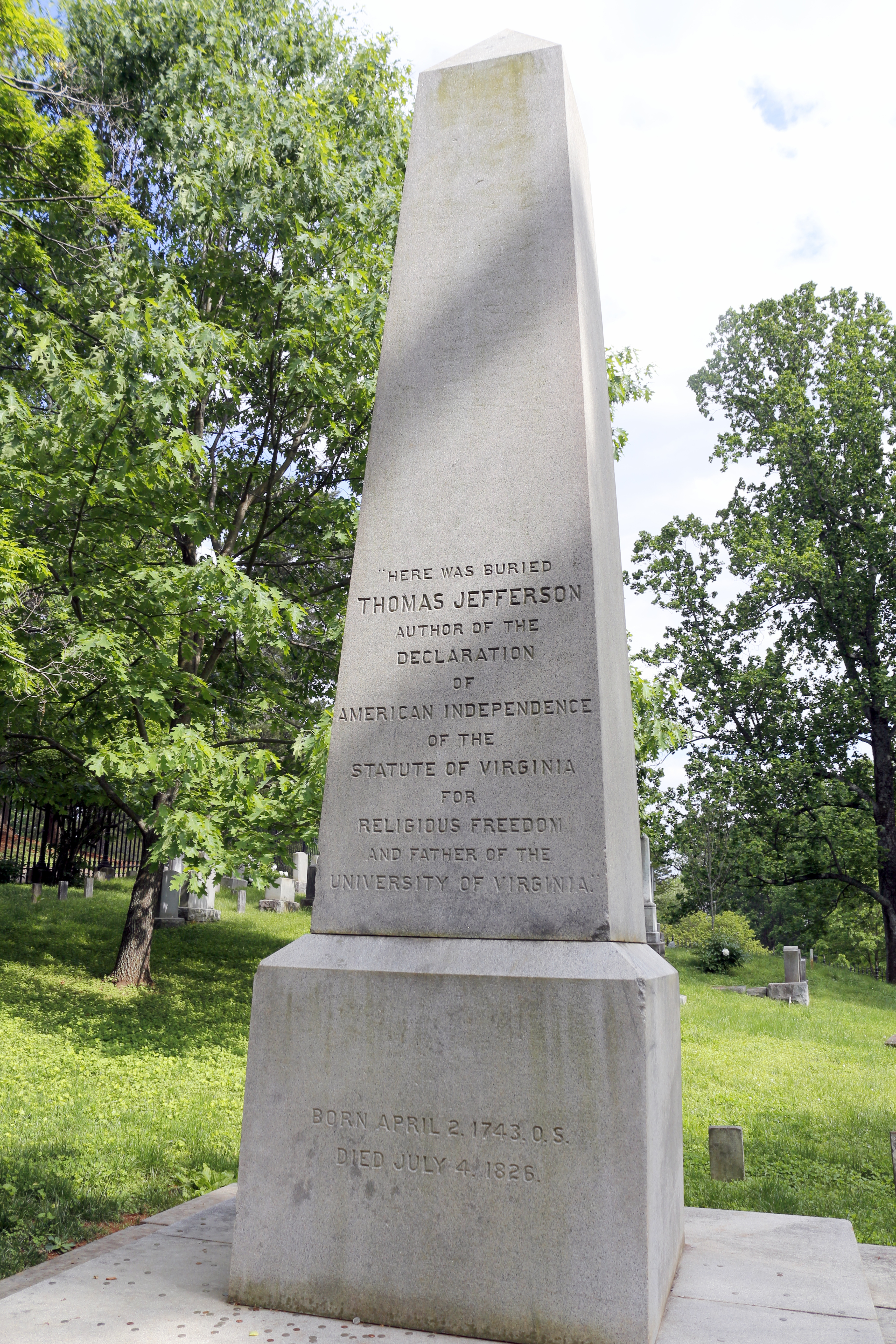
ジェファーソンの墓

邸宅中心部は、北側と南側へ離れた小さな別棟で拡大されていた。南側付近には搾乳場、洗濯場、倉庫、釘工場、建具場など、機能的な建物群と共に、「マルベリー・ロウ」として知られる奴隷用の住居が置かれていた。現在では石職工の別棟、高い建具場の煙突、そして他の建造物の土台が残存している。長らく、マルベリー・ロウの一室にはジェファーソンの妻の死後に愛人となった奴隷サリー・ヘミングスも住んでいたが、後に彼女は中央棟の階下にあった部屋へと移動した。マルベリー・ロウの下の坂に、ジェファーソンは広大な菜園を保持していた。
モンティチェロの家屋は、5,000エーカー (20 km2) ある農園の中心にあり、150人余の奴隷が仕えていた。
2004年、管財人はジェファーソンがモンタルト（Montalto、「高い山」）と呼び、シャーロッツビルの住民には「マウンテントップ・ファーム」として知られていたモンティチェロを見渡す唯一の地所である高い山岳を、俗にマクマンションと呼ばれる大型家屋の開発から守るために1500万ドルを費やして購入した。この地域はかつてジェファーソンの所有地であり、20世紀には農場家屋を改装し分割したアパートがバージニア大学の多くの学生に提供され、ジョージ・アレンもかつてここに住んでいた。かねてからモンティチェロの職員は住宅地がこの山の景観を損なっていると考えていたため、土地が売りに出されれば購入することを強く希望していた。山頂のアパートに住む住民の多くは管財人が土地を購入したことを喜ばしく思ったが、新たにアパートの所有者となったモンティチェロ側が、契約期間中に引っ越しをしなければならなくなった場合にも契約通りの家賃の完全払いを強制することについては失望した。ある住人は「モンティチェロがもう少し規則を緩めてくれればいいのにと思います。私たちは景観を守るとばっちりを受けているのです。」と述べている。現在モンティチェロはこの山頂の入場料として、大人13ドル・子供7ドルを課しており、5月から10月までの入場を許可している。その他の期間中この山頂は封鎖され、警備員により警備が行われている。

## パノラマ写真

モンティチェロの西側正面

菜園 - 180度

## 登録基準
この世界遺産は世界遺産登録基準のうち、以下の条件を満たし、登録された（以下の基準は世界遺産センター公表の登録基準からの翻訳、引用である）。
- (1) 人類の創造的才能を表現する傑作。
- (4) 人類の歴史上重要な時代を例証する建築様式、建築物群、技術の集積または景観の優れた例。
- (6) 顕著で普遍的な意義を有する出来事、現存する伝統、思想、信仰または芸術的、文学的作品と直接にまたは明白に関連するもの（この基準は他の基準と組み合わせて用いるのが望ましいと世界遺産委員会は考えている）。